# 程式可讀性
编程领域的可读性指的是：人类读者对于源代码的功能意图、流程控制和操作运行是否容易把握。
不同的程式語言，其可读性也會不同。例如對一般的程式設計者而言，C語言、Java語言等高階語言會比組合語言要容易閱讀，不過一般在調整可读性時，多半是在不改變程式語言的前提下進行調整。
可读性之所以重要，乃是由于：程序员会把大部分时间，花费在阅读并试图理解和修改现存源代码上面，而不是编写新的源代码。没法读的代码往往导致缺陷、低效与代码重复。有研究发现，一点点简单的可读性改造，也能让代码变得简短，并且大大缩短看懂所需的时间（就像一段沒有善加利用標點符號，部分帶有冗贅詞語的文句。稍微修改該文句，改以適當的方式使用標點符號，將冗贅詞語修正。就能提高讀者讀取文句訊息的流暢度）。
遵循固定的代码风格往往会改善可读性。然而，可读性并不只是跟编程的风格有关。还有诸多因素会对可读性有所改善，但這些因素不太会影响到计算机编译并执行源代码的效能。这些因素包括：
- 不同的缩进风格（空白字元）
- 注释
- 任务分解
- 命名规则——用于各种对象，诸如变量、类、子程序，等等。

程式碼的呈現層面的內容（例如縮排、行分隔、顏色高亮等等）多半是由源代码编辑器在處理，不過程式碼的內容就反映了程式設計者的才能以及技術。
許多視覺化程式設計語言的產生就是為了處理程式可讀性的問題，因此導入了有關程式結構及顯示上許多非傳統的作法。集成开发环境（IDE）的目的也是希望整合一些對程式閱讀、理解、除錯有幫助的工具。像代码重构之類的技術，在不更改程式執行結果的前提下，調整程式的結構，也可以提昇程式可讀性。